# أنور تشودهاري
أنور تشودهاري (بالإنجليزية: Anwar Choudhury)‏ هو دبلوماسي باكستاني وبنغلاديشي، ولد في 15 يونيو 1959 في Jagannathpur Upazila ‏ في بنغلاديش.